# Барс-М
Барс-М (индекс ГУКОС — 14Ф148) — серия специализированных спутников видовой разведки, применяющихся для системы наблюдения и подробной фотосъемки земной поверхности. Разработан в «ЦСКБ-Прогресс» (Самара).

## История разработки
Разработка новой платформы оптической разведки, получивший обозначение «Барс» (индекс ГРАУ 17Ф112), началось в начале 1990-х годов. Она была призвана заменить устаревшие спутники серии Янтарь-1КФТ. Ключевым компонентом платформы должна была стать оптическая система «Яшма», разрабатываемая белорусским субподрядчиком ОАО «Пеленг». Программа была свернута Министерством обороны РФ в 2005 году, два запланированных аппарата не были достроены.
Проект был возрожден в 2008 году под названием «Барс-М». Оптическую систему «Карат» было поручено разработать санкт-петербургской компании ЛОМО. Платформа также получила собственную двигательную установку СВИТ (Система Выдачи Импульса Тяг), работающей на НДМГ-тетраоксид диазота топливной смеси. «Барс-М» стал первым аппаратом «ЦСКБ-Прогресс» без герметичного отсека, что увеличило срок службы аппарата до 5 лет.
Первый запуск 27 февраля 2015 года в 14:01 (МСК) со стартовой площадки 43/4 космодрома Плесецк.

## Список запусков
| Список запусков спутников «Барс-М» | Список запусков спутников «Барс-М» | Список запусков спутников «Барс-М» | Список запусков спутников «Барс-М» | Список запусков спутников «Барс-М» | Список запусков спутников «Барс-М» | Список запусков спутников «Барс-М» | Список запусков спутников «Барс-М» | Список запусков спутников «Барс-М» |
| №                                  | Обозначение                        | Тип                                | Время запуска (GMT)                | Ракета-носитель                    | Назначение                         | Статус                             | Длительность полета, дней          | Серийный номер, примечания         |
| ---------------------------------- | ---------------------------------- | ---------------------------------- | ---------------------------------- | ---------------------------------- | ---------------------------------- | ---------------------------------- | ---------------------------------- | ---------------------------------- |
| 1                                  | Космос-2503                        | Барс-М                             | 27.02.2015 11:01                   | Союз-2.1а                          | оптическая разведка                | на орбите                          |                                    |                                    |
| 2                                  | Космос-2515                        | Барс-М                             | 24.03.2016 09:42                   | Союз-2.1а                          | оптическая разведка                | на орбите                          |                                    |                                    |
| 3                                  | Космос-2556                        | Барс-М                             | 19.05.2022 08:03                   | Союз-2.1а                          | оптическая разведка                | на орбите                          |                                    |                                    |
| 4                                  | Космос-2567                        | Барс-М                             | 23.03.2023 06:40                   | Союз-2.1а                          | оптическая разведка                | на орбите                          |                                    |                                    |
| 5                                  | Космос-2573                        | Барс-М                             | 21.12.2023 8:48                    | Союз-2.1б                          | оптическая разведка                | на орбите                          |                                    |                                    |
| 6                                  | Космос-2579                        | Барс-М                             | 31.10.2024 07:51                   | Союз-2.1а                          | оптическая разведка                | на орбите                          |                                    |                                    |